# Dodge 3700
El Dodge 3700 es un modelo de automóvil de lujo fabricado por la empresa española Chrysler España, antigua Barreiros Diesel, entre 1971 y 1977. Fue presentado en mayo de 1971 en el Salón del Automóvil de Barcelona. Si bien las primeras unidades se matricularon a finales de abril. El bastidor 1B9P000001, primera unidad de la producción, se matriculó en Madrid con matrícula M-919488, y se trató de la versión 3700 GT, como el que tuvo Carrero Blanco en posesión cuando ocurrió el atentado hacia su persona.

## Historia del Dodge 3700
A partir de 1970, los directivos de Chrysler España S.A. tenían intención de introducir la cuarta generación del Dart estadounidense que por razones puramente comerciales en España abandonaba el nombre Dart y pasaría a llamarse «Dodge 3700» para promocionar su carácter de potencia, basado en el Dodge Polara de Chrysler-Fevre Argentina, sin parangón en los Estados Unidos y con mecánica española se produce a partir de 1971 a 1977. El Dodge fue producido como un CKD debido a la normativa española de esos años. La producción del Dodge 3700 en España fue de 9959 ejemplares, de los que menos de un millar, fueron dedicados a la exportación, todo ello pese a los intentos de Chrysler España por aprovechar la red comercial de Chrysler en Europa.

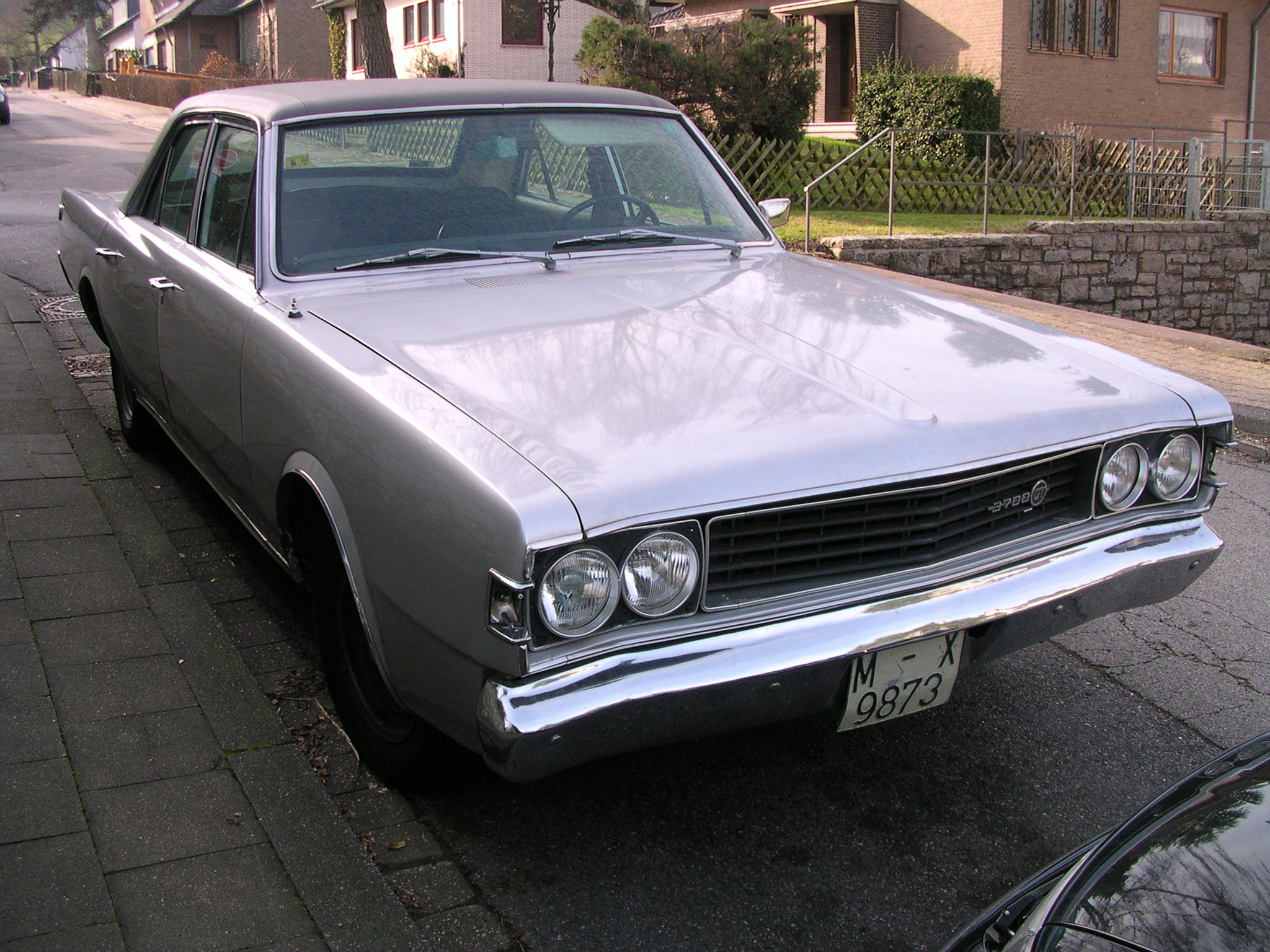
Dodge 3700 GT

El Dodge 3700 era algo parecido al afamado Plymouth Satellite/Road Runner de 1968 y al Valiant estadounidense de 1970, pero con algunos retoques algo más deportivos que este último en sus pasaruedas y líneas laterales y europeos en su frontal; estaba claramente enmarcado en la moda «Ponycar», inaugurada por el Ford Mustang y que influyó rápidamente en casi todos los modelos americanos, pequeños y grandes, a partir de 1966-67. Es bastante probable que la propuesta fuese sencillamente demasiado audaz para ser comercializada como Dodge Dart en Estados Unidos, debido a que el modelo tenía una orientación ya acreditada por entonces, más bien de compacto estándar, sin perjuicio de que hubiese disponibles versiones deportivas y muy potentes, pero en aquella época había divisiones y plataformas para todo tipo de vehículos y no era propio que un económico Dart GT de 2 puertas fuese tan bonito como un Dodge Coronet GTX o un Plymouth Road Runner.  Una vez en España el área de diseño de Chrysler España, dirigido por Mario Gamarra, hombre de Barreiros en toda su trayectoria, le dotó de una muy acertada calandra delantera con faros redondos dobles y pilotos encastrados en las puntas de las aletas y una óptica trasera completamente diferente, dándole un aire mucho más deportivo y americano por delante (cabe mencionar que el Coronado llevaba faros rectangulares) y un poco más europeo a sus ópticas traseras, conservando íntegramente los laterales. Aunque únicamente estuvo disponible en España como sedán de 4 puertas, el automóvil pasó a tener unas líneas arriesgadas, un aspecto más agresivo con un estilismo más anguloso y exteriormente con más voladizo que su hermano mayor el Dart, lo cual produjo rápidamente sus seguidores y detractores. Se había perdido la atractiva formalidad del Dart, con su «perfil de navío», pero se logró un automóvil grande muy audaz, que desde luego el paso del tiempo ha venido a confirmar indubitadamente como lo que ya parecía desde un principio de manera intuitiva; un gran acierto de estilo.
Internamente, el 3700 heredó casi toda la mecánica del Dodge Dart español, por lo que pudieron seguir aprovechando el inventario anterior acumulado en Villaverde. Por tanto, el Dodge 3700 disponía del motor a gasolina longitudinal de seis cilindros en línea con 3,7 litros y 165 CV de propulsión trasera y los frenos del Dart GT de 1969, es decir, delanteros de disco autoventilados con pinzas de 4 pistones Kelsey Haynes, servoasistencia integral «Master-vac Bendix», con sistema de doble circuito y como una gran mejora la novedosa dirección asistida integral ZF de serie. Como opciones, cambio automático, aire acondicionado y tapicería de cuero.
Inicialmente hubo dos versiones,  la «3700», que venía con cambio al volante de tres velocidades y el asiento delantero corrido, y la «3700 GT», más deportiva y con mejores acabados interiores, con caja de cambios de cuatro velocidades, asientos independientes y consola central. A esta última se le añadió una versión automática a partir de finales de 1973. En la última versión, desde octubre de 1974, se le cambió la parrilla delantera de color, los asientos delanteros más ergonómicos y con reposacabezas, procedentes de las versiones superiores del Simca 1200 y se le dotó de un repartidor trasero de frenada, entre otros detalles.

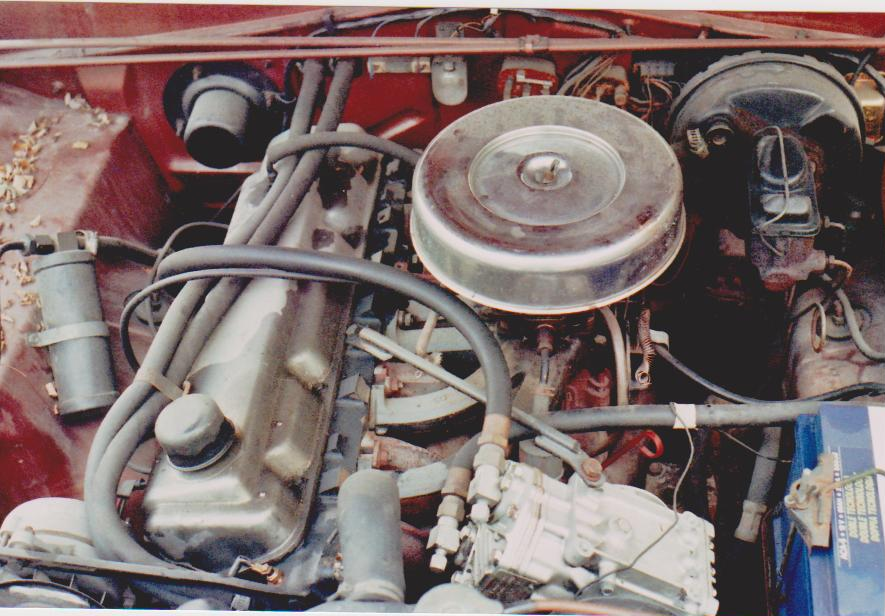
Motor de un Dodge 3700 GT de 1971.

El Dodge Dart y el Dodge 3700 fueron los turismos más grandes de producción nacional disponibles en España durante sus años de fabricación, y su motor de 3,7 L fue el motor más grande fabricado para ser montado en un turismo hasta la fecha. Se trataba de un automóvil de lujo potente, seguro y muy apto para viajar en la carretera, un coche diseñado para viajes familiares largos y tranquilos, el confort en marcha era insuperable. Su motor era muy elástico y empujaba desde muy abajo, y no precisaba cambiar de marcha constantemente, como ocurría con su primer competidor, el SEAT 1500. En los adelantamientos respondía muy bien, así como en las fuertes pendientes superiores al 4% tan numerosas en España dada su complicada orografía. En su contra tenía un consumo mínimo de unos doce litros cada cien kilómetros en carretera, pero su fiabilidad y duración mecánica eran absolutas, en comparación con otras marcas de entonces. Permitía mantener una velocidad de crucero medianamente alta y constante cómodamente. No era un coche para ir con prisas, ya que era muy fácil de lanzar a altas velocidades pero difícil para reducir al querer apurar las carreteras en curva, adolecía de una barra estabilizadora delantera más firme y frenos de disco delanteros y traseros, necesarios para reducir la inercia de sus casi dos toneladas en orden de marcha cuando estaba toda la familia dentro. Algunos particulares acometieron esta minuciosa reforma en talleres especializados durante los veinte años de duración media de estos turismos. Muchos de estos automóviles acumularon medio millón de kilómetros antes de su retirada.[cita requerida]

## Creación del Dodge 3700

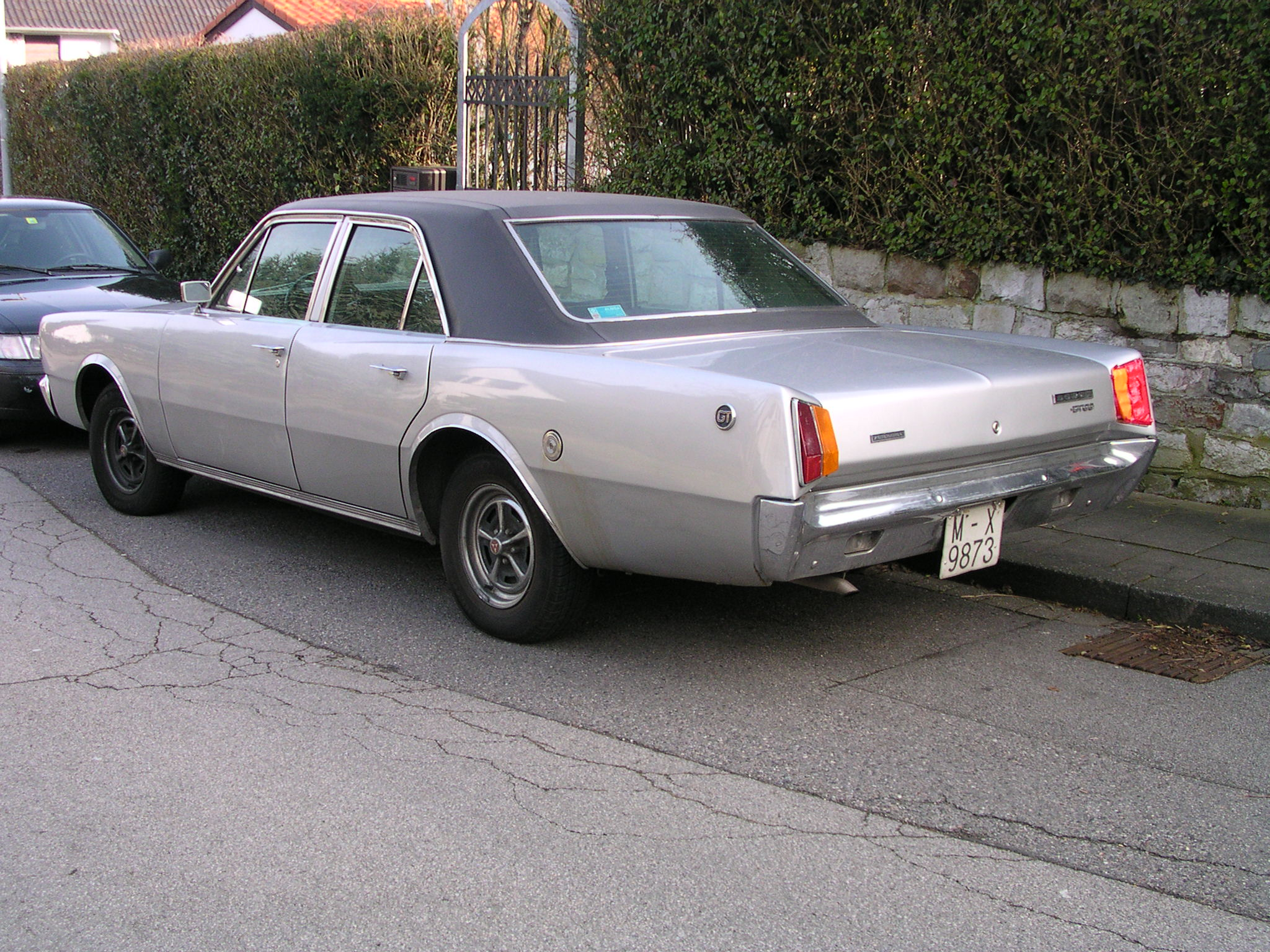
Vista posterior del 3700 GT.

Una vez acabados los stocks del Dart inicial, para seguir fabricando el Dodge había dos opciones: proceder a la total nacionalización de la empresa, o bien proponer un nuevo automóvil, aprovechando que en la fábrica de Villaverde había una importante maquinaria cuya función era construir elementos mecánicos de Dodge, y que para poder amortizar habría que seguir fabricando automóviles de la misma mecánica.
Por lo tanto, se tomó la decisión de seguir construyendo un automóvil que fuese básicamente el mismo que el Dart, pero que a su vez, debía ser un coche nuevo.
Así nació en 1971 el Dodge 3700, que no tenía correspondencia en su carrocería con los modelos estadounidenses, y que era la misma que la desarrollada por Chrysler para sus modelos Dodge Polara fabricados en Argentina por Chrysler-Fevre Argentina desde 1968, aunque se le realizaron algunas modificaciones estéticas que los diferenciaban.

## Especificaciones técnicas
Especificaciones de las versiones sedán. Fuentes:
| Motor        |                                                                                   |
| ------------ | --------------------------------------------------------------------------------- |
| Tipo         | Delantero seis cilindros en línea Slant Six inclinado 30°                         |
| Compresión   | 8,4:1                                                                             |
| Cilindrada   | 3687 cm³ (86,36 × 104,77)                                                         |
| Distribución | Válvulas en culata mandadas por un eje de levas lateral con varillas y balancines |
| Potencia     | 165 CV SAE (140 DIN) a 4.200 rpm                                                  |
| Par motor    | 33 mkg a 2.400 rpm                                                                |
| Encendido    | Mediante distribuidor FEMSA DE6-3 con avance centrífugo por depresión.            |
| Alimentación | Bomba de membrana accionada por excéntrica mediante el eje de levas               |
| Carburador   | Doble Cárter BBD Serie 4300S                                                      |
| Lubricación  | A presión por bomba de engranajes con válvula limitadora de la presión            |

| Transmisión     | |
| --------------- | --- |
| Tracción        | Trasera |
| Embrague        | Monodisco en seco de 235 mm de diámetro y 510 cm² de superficie de fricción                                                                                |
| Caja de cambios | 3700: Manual de tres velocidades al volante 3700 GT: Manual de cuatro velocidades al piso 3700 Automático (1973-1977): cambio automático TorqueFlite A-904 |

| Bastidor   | |
| ---------- | --- |
| Carrocería | Monocasco autoportante de 4 puertas y 5 - 6 plazas |
| Frenos     | De disco en las ruedas delanteras y de tambor en las traseras. Accionamiento hidráulico con canalización independiente y ayudados por servofreno de vacío. |
| Dirección  | Asistida |

| Ruedas     | |
| ---------- | --- |
| Llantas    | 3700: 5x14" deportivas en acero 3700 GT: 5x14" deportivas en acero 3700 GT Automático: 5x14" deportivas en acero |
| Neumáticos | 3700: 185 SR x 14" 3700 GT: 185 SR x 14" 3700 GT Automático: 185 SR x 14"                                        |

| Dimensiones y capacidades |                                    |
| ------------------------- | ---------------------------------- |
| Batalla Largo Ancho Alto  | 2.819 mm 4.996 mm 1800 mm 1.395 mm |
| Depósito de gasolina      | 68 L                               |
| Peso                      | 1426 kg                            |

| Prestaciones     |                                                                 |
| ---------------- | --------------------------------------------------------------- |
| Velocidad máxima | 176 km/h                                                        |
| Consumo          | 11 l/100 km a 90 km/h 15 l/100 km a 120 km/h 25 l/100 km urbano |

## Producción
De las tres versiones disponibles, la versión 3700 GT fue la más vendida con gran diferencia, aunque a partir de 1973, con la crisis del petróleo, este tipo de vehículos pasó a ser visto con reparos por los usuarios debido a su importante consumo de combustible. En marzo de ese año, se ofreció el modelo 3700 GT con cambio automático.
En la tabla se muestra el total de unidades producidas del Dodge 3700:
| Modelo/año      | 1971 | 1972 | 1973 | 1974 | 1975 | 1976 | 1977 |
| --------------- | ---- | ---- | ---- | ---- | ---- | ---- | ---- |
| 3700            | 268  | 73   |      |      |      |      |      |
| 3700 GT         | 1700 | 2472 | 1822 | 1185 | 264  | 121  | 101  |
| 3700 Automático |      |      | 556  | 788  | 167  | 226  | 216  |

## Carroceros
Carroceros particulares diseñaron modelos tipo comercial, ambulancia, fúnebre y limusina sobre la base del Dodge 3.700, con el propulsor de gasolina o diésel.

### El Dodge 3700 GT Boulevard cupé
El Dodge Boulevard surgió en España de una iniciativa del carrocero catalán Pedro Serra y el diseñador italiano Michele Liprandi (autor del modelo LMX Sirex) para construir un cupé basado en tecnología  Dodge Dart. Serra y Liprandi se conocerían en el Salón del Automóvil de Barcelona se 1970 y acordarían diseñar una musculosa carrocería cupé basada en la tecnología del Dodge Dart fabricado en España por Barreiros. El proyecto se materializó en 1971 con el beneplácito de Chrysler España (antigua Barreiros) al coincidir con la presentación del Dodge 3700. El Boulevard pasó a fabricarse con elementos mecánicos y de diseño interior del 3700. El modelo estuvo a la venta con denominación Dodge (para facilitar la homologación y por lo tanto su permiso de circulación por las carreteras españolas) entre 1971 y 1974 con muchas dificultades, debido a las presiones del gobierno de España en que Serra se convirtiera en constructor y no en mero fabricante de la carrocería. Debido a la crisis del petróleo y a su consumo de combustible, este cupé apenas se vendió. Solo llegaron a construirse 18 unidades.

## El Dodge 3700 GT de Carrero Blanco

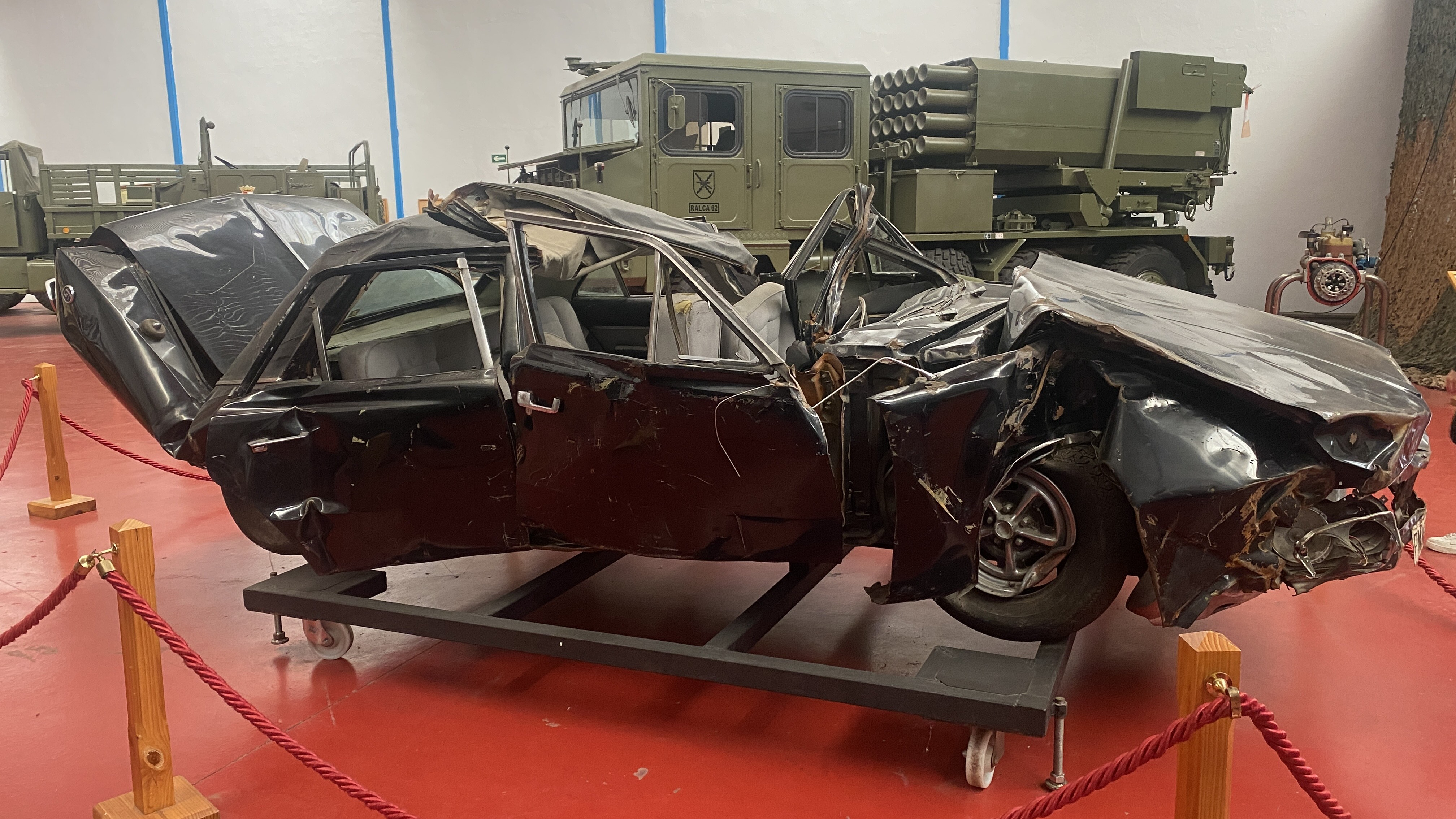
Dodge 3700 GT de Luis Carrero Blanco.

El 20 de diciembre de 1973, el presidente del gobierno español, el almirante Luis Carrero Blanco, murió en un atentado a bordo de su automóvil oficial, un Dodge 3700 GT donde perdió la vida al ser colocados y explosionados a su paso, 150 kg de Goma 2 (divididos en tres cargas de 50 kg) por la banda terrorista ETA, en la denominada Operación Ogro.
Los restos del 3700 GT de Carrero Blanco fueron colocados en el Museo del Ejército de Madrid, donde durante una década se pudieron ver en una de sus salas, hasta que a mediados de los años 1980 fueron trasladados al museo del ejército de Toledo, donde permanecieron guardados en un sótano durante años, sin acceso al público.
Ahora está siendo expuesto en el Museo del Automóvil de Torrejón de Ardoz, en el PCMVR N°1.

## Reconocimientos
En 1971 el Dodge 3700 GT fue elegido Coche del año por la prensa española.